# Nikolaj Trusevič
Nikolaj Aleksandrovič Trusevič (in russo Николай Александрович Трусевич?, in ucraino Микола Олександрович Трусевич?; Odessa, 22 novembre 1909 – Campo di concentramento di Syrec', 24 febbraio 1943) è stato un calciatore sovietico, di ruolo portiere.
È noto per aver fatto parte della squadra che giocò la cosiddetta "Partita della morte", avuta luogo nel 1942 e giocata tra ufficiali tedeschi e giocatori ucraini.
Una statua presso lo Start Stadium di Kiev lo ricorda con la scritta "A uno che se lo merita".